# Tonya Verbeek
Tonya Lynn Verbeek (Grimsby, 14 agosto 1977) è una lottatrice canadese, specializzata nella lotta libera.

## Palmarès
- Giochi olimpici

Atene 2004: argento nei 55 kg.
Pechino 2008: bronzo nei 55 kg.
Londra 2012: argento nei 55 kg.
- Mondiali

Budapest 2005: bronzo nei 55 kg.
Herning 2009: bronzo nei 55 kg.
Istanbul 2011: argento nei 55 kg.
- Giochi del Commonwealth

Delhi 2010: argento nei 59 kg.
- Giochi panamericani

Santo Domingo 2003: argento nei 55 kg.
Rio de Janeiro 2007: bronzo nei 55 kg.
Guadalajara 2011: argento nei 55 kg.